# NGC 322
NGC 322 è una galassia lenticolare situata nella costellazione della Fenice a una distanza di circa 318 milioni di anni luce dal Sistema solare.
Fu scoperta il 5 settembre 1834 da John Herschel.
La supernova SN 2018bwv (di tipo Ia, mag. 16.2) è stata scoperta in NGC 322 il 23 maggio 2018.